# Oberrheinischer Reichskreis

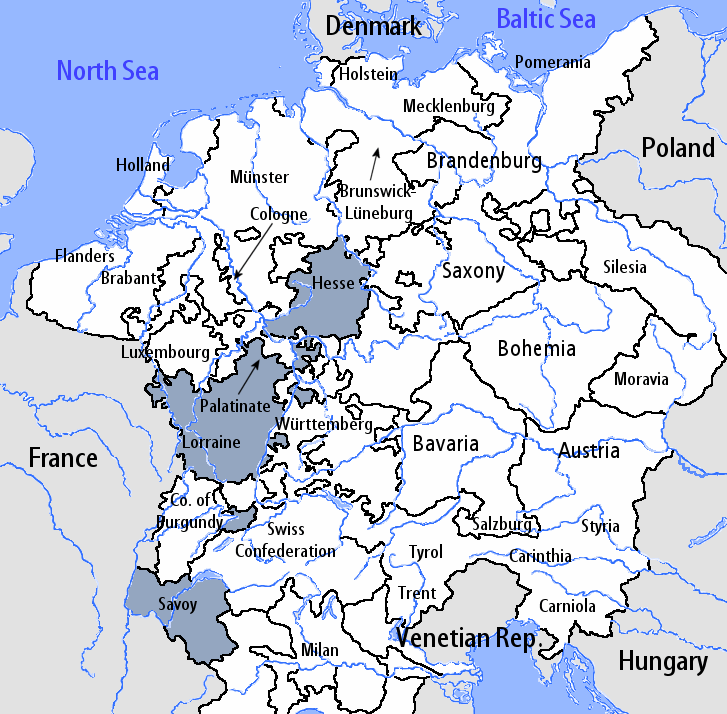
Reichskreise zu Beginn des 16. Jahrhunderts. Der Oberrheinische Reichskreis ist violett dargestellt.

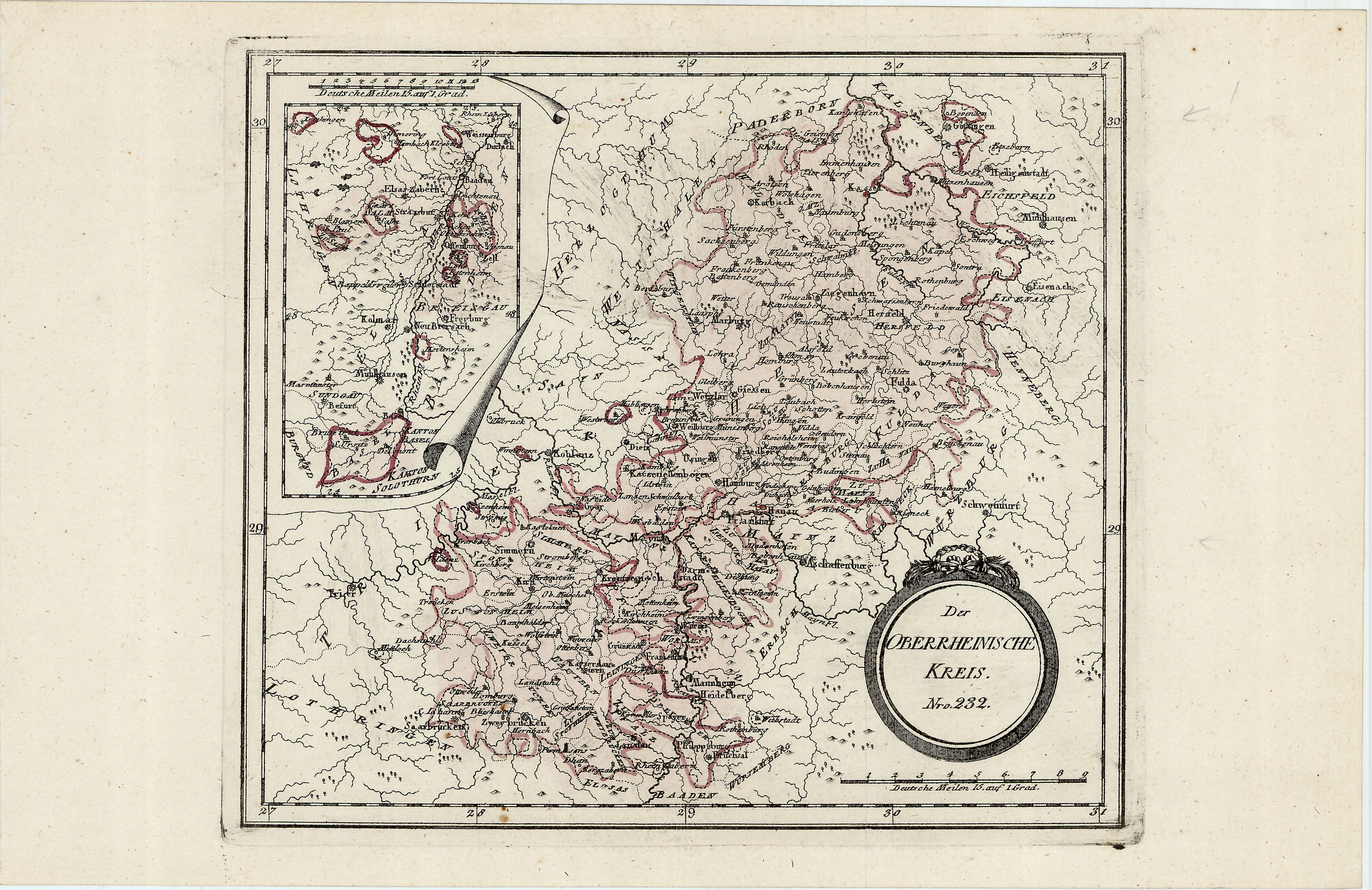
Der Oberrheinischer Reichskreis anno 1791

Der Oberrheinische Reichskreis war einer der zehn Reichskreise, in welche unter König Maximilian I. das Heilige Römische Reich eingeteilt wurde. Der oberrheinische Reichskreis entstand in der ersten Gründungsphase im Jahr 1500. Der Reichskreis wurde durch die Kriege mit Frankreich aber auch durch konfessionelle Konflikte stark geschwächt und existierte lange Zeit ohne größere Wirkung bis zum Ende des Alten Reiches.

## Gebiet und Bevölkerung
Das Gebiet des Reichskreises war extrem zersplittert. Es umfasste Gebiete von Savoyen im Süden bis Hessen-Kassel im Norden. Insgesamt lag er zwischen Frankreich, dem burgundischen und dem westfälischen Reichskreis im Westen sowie dem schwäbischen und fränkischen Reichskreis im Osten. Er wurde entlang des Mittelrheins unterbrochen vom  Kurrheinischen Reichskreis bestehend aus der Kurpfalz und den geistlichen Kurfürstentümern. Hinzu kamen zahlreiche kleine Gebiete von Reichsrittern innerhalb der Außengrenzen des Kreises, die aber nicht zu diesem gehörten. Die Grundidee bei der Schaffung dieses Reichskreises schien der Schutzgedanke der Westgrenze des Reiches gegen Frankreich gewesen zu sein, jedoch zeigte die Realität von Anbeginn an, dass der Kreis hierzu nicht in der Lage war.
Nach innen war der Kreis stark differenziert und umfasste anfangs 72 Mitglieder. Davon blieben im 18. Jahrhundert immerhin noch 42 übrig. Die Bevölkerungszahl lag im 18. Jahrhundert bei etwa 1,45 Millionen Einwohnern. Davon waren etwa 74 % Protestanten, Katholiken 25 % und Juden 1 %.
Relativ rasch wurde der Kreis durch Verluste an Mitgliedern geschwächt. Die Bischöfe von Genf, Lausanne und Sitten (Sion), sowie Besançon (Bisanz) blieben von Anbeginn an dem Kreis fern (Sitten nahm nur einmal – 1544 – an einem Kreistag teil). Im Jahr 1552 wurden die Hochstifte in Lothringen (Metz, Toul, Verdun) aufgrund der französischen Unterstützung des protestantischen Fürstenaufstandes gegen Kaiser Karl V. (Vertrag von Chambord) dauerhaft von Frankreich besetzt, auch wenn sie bis zum Westfälischen Frieden formal Reichsgebiet blieben. Der Herzog von Lothringen, der sich im Vertrag von Nürnberg 1542 größere Freiheiten ausgehandelt hatte, verweigerte sich der Teilnahme an den Kreistagen und Kreisbeiträge, trotz ausdrücklich reduzierter Beitragsbestimmungen. In der zweiten Hälfte des 17. Jahrhunderts gingen dem Kreis große Teile des Elsasses mit der finanzkräftigen Reichsstadt Straßburg an Frankreich verloren.

## Organisation
Das geistliche Direktorat lag bei den Bischöfen von Worms. Dieser war auch kreisausschreibender Fürst. Das Wormser Bistum wurde lange Zeit in Personalunion mit dem Kurfürstentum Mainz oder Trier regiert. Das weltliche Direktorat lag bei den Pfalzgrafen. Insofern gab es auf dieser Ebene enge Beziehungen zum kurrheinischen Reichskreis.
Der Übergang vom protestantischen Pfalz-Simmern zum katholischen Pfalz-Neuburg verschärfte die konfessionellen Konflikte. Verschiedene protestantische Stände wie vor allem Nassau und Hessen-Kassel beteiligten sich wegen der beschädigten konfessionellen Parität kaum noch am Reichskreis, sondern folgten eigenen Zielen. Infolge des spanischen Erbfolgekrieges wurden protestantische Kodirektoren geschaffen. Gleichwohl blieb Hessen-Kassel den Kreistagen weiterhin meist fern.
Das Kreisarchiv und die Kreiskanzlei befand sich in Worms oder der jeweiligen fürstbischöflichen Residenz. Die Kreistage fanden zunächst in Worms und später in Frankfurt am Main statt. Der Oberrheinische Kreistag war in vier Bänke gegliedert. Die erste Bank war den geistlichen Territorien vorbehalten, es folgten die Fürsten, dann die Grafen und Herren und schließlich die Städte. In späterer Zeit kamen nur noch wenige Abgesandte der Stände in einem engeren Kreiskonvent zusammen, der aus jeweils vier Deputierten der beiden Konfessionsgruppen bestand.
Der Kreis war mit dem Niederrheinisch-Westfälischen und dem Kurrheinischen Reichskreis in einem Münzzirkel vereinigt. Allerdings war diesem Zusammenschluss wenig Erfolg beschieden. Besonders eng war die Beziehung zum Kurrheinischen Kreis. Die gemeinsame Kasse der Kreise befand sich in Frankfurt am Main. Es kam bereits 1651 zu einer ersten Assoziation der beiden Kreise. Das Gebiet gehörte später der Verteidigungsallianz der Vorderen Reichskreise an.

## Kreisobristen
Die Reichskreise bestimmten Kreisobristen, die sowohl zivile als auch militärisch Aufgaben übernahmen. Erstmals wurde 1531 Philipp von Daun durch den Kreis als Befehlshaber der Kreistruppen im Kampf gegen die Türken zum Hauptmann ernannt. Der Kreis stattete aus Angst vor zu viel Machtfülle das Amt des Kreisobristen finanziell schlecht aus und machte es damit für Fürsten uninteressant, so dass lange Zeit die Grafen von Solms das Amt innehatten.
Das Amt des Kreisobristen wechselte später. Zwar beanspruchte die Pfalz das Amt für sich, konnte sich damit aber nicht immer durchsetzen. Weitere Kreisobristen waren ab 1591 der Herzog von Pfalz-Simmern, ab 1673 die Kurfürsten von der Pfalz. Seit 1679 hatten vor allem die Landgrafen von Hessen-Kassel das Amt inne. Im Gegensatz zu den meisten anderen Reichskreisen kam es auch im 18. Jahrhundert noch zur Ernennung von Kreisobristen. Dieses war ab 1722 in der Hand der Landgrafen von Hessen-Darmstadt.
Wegen der konfessionellen Unterschiede und der geographischen Gegebenheiten des Kreises erreichte das Amt nie eine große Bedeutung. Während des Spanischen Erbfolgekrieges stand ein vom Kreis ernannter Kreisgeneral an der Spitze der Kreistruppen, dem allerdings alle militärischen Aktionen vom Kreistag vorgeschrieben wurden.
Im Jahr 1681 hatte der Kreis 491 Reiter und 2853 Infanteristen zu stellen, im 18. Jahrhundert mehrere Kreisinfanterie und -kavallerieregimenter.

## Mitglieder
Der Kreis umfasste gegen Ende des Reiches (1792) die Herrscher folgender Territorien:

### Bank der geistlichen Fürsten
auch im Reichsfürstenrat (geistliche Bank) vertreten:
- Hochstift Worms
- Hochstift Speyer
- Hochstift Straßburg
- Hochstift Fulda
- Fürstbistum Basel
- Fürstentum Heitersheim (Johannitermeister/Malteserorden)
- Fürstpropstei Weißenburg
- Abtei Prüm; Inhaber Kurtrier seit 1576

### Bank der weltlichen Fürsten
von Anbeginn dabei und auch im Reichsfürstenrat (weltliche Bank) vertreten:
- Herzogtum Pfalz-Lautern; Inhaber Kurpfalz seit 1592
- Herzogtum Pfalz-Simmern; Inhaber Kurpfalz seit 1559
- Herzogtum Pfalz-Veldenz; Inhaber Pfalz-Zweibrücken seit 1694
- Herzogtum Pfalz-Zweibrücken
- Landgrafschaft Hessen-Darmstadt
- Landgrafschaft Hessen-Kassel
- Herzogtum Savoyen
- Fürstentum Hersfeld; vor 1606 Reichsabtei (geistliches Fürstentum), ab 1606 hessische Administratoren, ab 1648 weltliches Fürstentum im Besitz der Landgrafen von Hessen-Kassel
- Markgrafschaft Nomeny; ohne Territorium, 1736 in Nachfolge Lothringens; Inhaber Österreich

keine Reichsstände:
- gefürstete Grafschaft Sponheim; von Anbeginn dabei; Inhaber Baden und Pfalzbayern
- gefürstete Grafschaft Waldeck; seit 1712, vorher bei den Grafen und Herren

vormalige Grafen, durch Standeserhebung aufgerückt, im Reichstag aber weiterhin nur Grafen:
- gefürstete Grafschaft Salm (Wild- und Rheingrafen); seit 1623 Reichsfürsten
- gefürstete Grafschaft Salm-Kyrburg (Wild- und Rheingrafen); seit 1743 Reichsfürsten
- gefürstete Grafschaft Nassau-Usingen; seit 1688
- gefürstete Grafschaft Nassau-Saarbrücken; seit 1735
- gefürstete Grafschaft Nassau-Weilburg; seit 1739
- gefürstete Grafschaft Solms-Braunfels; seit 1742 Reichsfürsten
- gefürstete Grafschaft Isenburg-Birstein; seit 1744
- gefürstete Grafschaft Solms-Hohensolms-Lich; seit 1792 Reichsfürsten

### Rheinische Prälaten
Die Rheinischen Prälaten waren ebenfalls vertreten.
- Kloster und Ritterstift Odenheim

### Bank der Grafen und Herren
von Anbeginn dabei und im Reichstag (Stand 1792) zu den Wetterauischen Grafen zählend:
- Grafschaft Hanau-Münzenberg; seit 1736 Inhaber Hessen-Kassel und nicht mehr im Reichstag
- Grafschaft Solms-Hohensolms
- Grafschaft Solms-Lich
- Grafschaft Solms-Laubach
- Grafschaft Solms-Rödelheim
- Grafschaft Königstein; Inhaber Stolberg-Gedern und Kurmainz
- Grafschaft Isenburg-Büdingen-Büdingen
- Grafschaft Salm-Grumbach (Wild- und Rheingrafen)
- Grafschaft Salm-Stein-Grehweiler (Wild- und Rheingrafen)
- Grafschaft Leiningen-Hardenburg
- Grafschaft Leiningen-Westerburg
- Grafschaft Sayn-Wittgenstein-Wittgenstein
- Grafschaft Sayn-Wittgenstein-Berleburg
- Grafschaft Kriechingen; Inhaber Wied-Runkel

von Anbeginn dabei, aber nicht im Reichstag vertreten:
- Grafschaft Hanau-Lichtenberg; seit 1736 Inhaber Hessen-Darmstadt und nicht mehr im Reichstag
- Grafschaft Ysenburg-Büdingen-Meerholz
- Grafschaft Isenburg-Büdingen-Wächtersbach
- Grafschaft Salm-Dhaun (Wild- und Rheingrafen)
- Grafschaft Falkenstein; Inhaber Österreich?
- Herrschaft Reipoltskirchen; mehrere Familien als Inhaber

durch Standeserhebung hinzugekommen, nicht im Reichstag:
- Grafschaft Wartenberg; seit 1699/1707
- Herrschaft Bretzenheim; seit 1774; Inhaber Heydeck
- Herrschaft Dagstuhl; seit 1634?; Inhaber Oettingen-Baldern seit 1691
- Herrschaft Olbrück; seit 1720?; Inhaber Waldbott von Bassenheim
- Schloss und Dorf Mensfelden; Inhaber Kurtrier und Nassau-Usingen

### Bank der Städte
alle auch im Reichstag (Kollegium der Städte) vertreten
- Reichsstadt Frankfurt am Main
- Reichsstadt Friedberg
- Reichsstadt Wetzlar
- Reichsstadt Speyer
- Reichsstadt Worms

### Frühere Mitglieder
Geistliche Reichsfürsten:
- Erzstift Besançon; blieb dem Kreis fern
- Hochstift Sitten; blieb dem Kreis fern
- Hochstift Lausanne; blieb dem Kreis fern
- Hochstift Genf; blieb dem Kreis fern
- Hochstift Metz; 1552 praktisch ausgeschieden
- Hochstift Toul; 1552 praktisch ausgeschieden
- Hochstift Verdun; 1552 praktisch ausgeschieden
- Fürstabtei Hersfeld; ging 1648 als Fürstentum Hersfeld an das Haus Hessen-Kassel
- Fürstabtei Murbach; ging nach 1648 an Frankreich über

Prälaten:
- Kloster Kaufungen; 1527/32 aufgehoben und in ein Ritterschaftliches Stift ohne Reichsstandschaft umgewandelt
- Abtei Münster im Gregoriental ab 1648 unter französischer Landeshoheit

Weltliche Reichsfürsten:
- Herzogtum Lothringen; hat seiner Mitgliedschaft im Reichskreis widersprochen
- Herzogtum Savoyen; keine aktive Mitgliedschaft

Reichsstädte:
- Straßburg; 1681/1697 an Frankreich
- Mülhausen im Elsass, seit 1515 Zugewandter Ort der schweizerischen alten Eidgenossenschaft
- Reichsstadt Besançon (Bisanz)
- Städte der elsässischen Dekapolis, im 17. Jahrhundert an Frankreich:
  -  Colmar
  -  Oberehnheim
  -  Kaysersberg
  -  Turckheim
  -  Rosheim
  -  Stadt Münster im St. Gregorienthal
  -  Schlettstadt
  -  Hagenau
  -  Weißenburg
  -  Landau in der Pfalz; ab 1680 zu Frankreich